# De Broglie-bølgelængde
De Broglie-bølgelængden er den bølgelængde, partikler med masse har. Eksistensen af denne bølgelængde, og dermed at alle partikler kan opføre sig som bølger - den såkaldte partikel-bølge-dualitet - blev fremsat som hypotese af den franske fysiker Louis de Broglie i 1923 og første gang påvist eksperimentelt for elektroner i 1927 af Clinton J. Davisson og Lester H. Germer. I 1925 blev de Broglie-bølgelængden forbundet med resten af kvantemekanikken vha. Schrödinger-ligningen.

## Udledning
De Broglie baserede sin hypotese på, at det allerede var kendt, at lys kunne opføre sig som både et objekt med en bestem placering og som en bølge. Ifølge Max Planck er energien {\displaystyle E} af en lys-partikel - en foton - proportional med frekvensen {\displaystyle \nu }
{\displaystyle E=h\nu }
hvor {\displaystyle h} er Plancks konstant. Samtidig anvendte de Broglie den specielle relativitetsteori fra 1915, ifølge hvilken partikler med masse {\displaystyle m} har en hvileenergi
{\displaystyle E=mc^{2}}
hvor {\displaystyle c} er lysets fart i vakuum og altså ligeledes en konstant. De Broglie satte da de to udtryk lig med hinanden og erstattede {\displaystyle c} med partiklens fart {\displaystyle v}:
{\displaystyle E=h\nu =mv^{2}}
Hvis en bølge har bølgelængden {\displaystyle \lambda } og bevæger sig med farten {\displaystyle v}, er frekvensen givet ved:
{\displaystyle \nu ={\frac {v}{\lambda }}}
Dette indsættes:
{\displaystyle E=h{\frac {v}{\lambda }}=mv^{2}}
Dermed er bølgelængden:
{\displaystyle \lambda ={\frac {h}{mv}}}
Tilsvarende bliver impulsen {\displaystyle p} altså
{\displaystyle p=mv={\frac {h}{\lambda }}=\hbar k}
hvor den sidste lighed blot er skrevet med bølgetallet {\displaystyle k}
{\displaystyle k={\frac {2\pi }{\lambda }}}
og Plancks reducerede konstant
{\displaystyle \hbar ={\frac {h}{2\pi }}}
i stedet.